# Ljungögontröst
Ljungögontröst (Euphrasia micrantha) är en snyltrotsväxtart som beskrevs av Heinrich Gottlieb Ludwig Reichenbach. Ljungögontröst ingår i släktet ögontröster, och familjen snyltrotsväxter. Inga underarter finns listade i Catalogue of Life.